# Chemin de fer General Urquiza

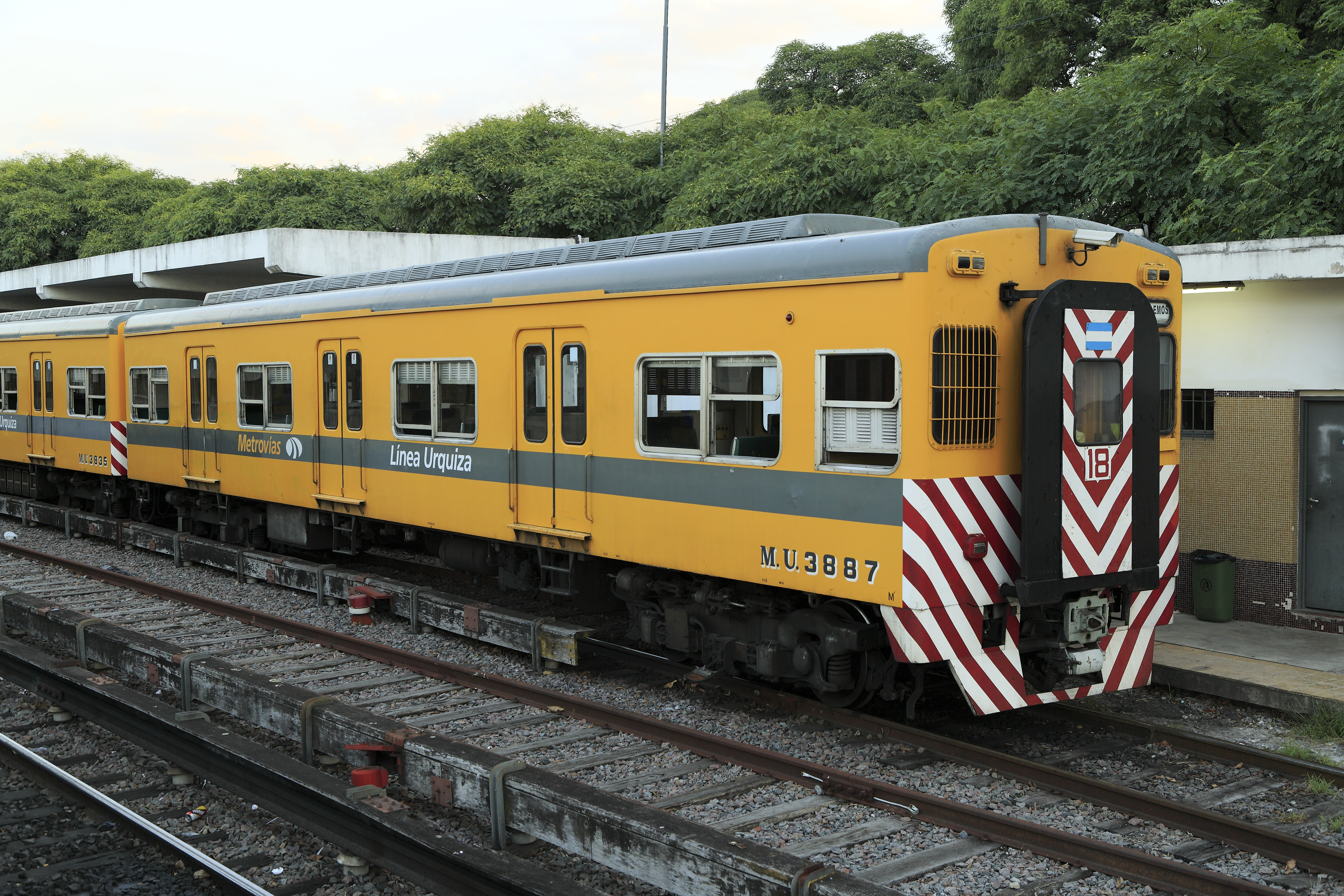
Train électrique du chemin de fer Général Urquiza.

Le Ferrocarril General Urquiza (FCGU), en français Chemin de fer General Urquiza, est un réseau de voies ferrées d'Argentine.
Il a été appelé ainsi en honneur de l'homme politique argentin Justo José de Urquiza, premier président de la Confédération argentine. Il a un écartement des rails normal de 1435 millimètres.
Son tracé débute à Buenos Aires d'où il se dirige vers le nord-est du pays, parcourant la région de Mésopotamie ou Littoral argentin. Il passe par les provinces de 
Buenos Aires, Entre Ríos (en y desservant Paraná, Nogoyá, XX de Setiembre, Rosario del Tala et Faustino M. Parera), Corrientes et Misiones. Il existe des connexions avec les réseaux ferroviaires de l'Uruguay (barrage de Salto Grande), du Paraguay (Pont San Roque González de Santa Cruz sur le Río Paraná de Posadas à Encarnación) et du Brésil (vers Uruguayana).

## Privatisation et démantèlement
Avec la dissolution de la société d'état Ferrocarriles Argentinos par le gouvernement de Carlos Menem dans les années 1991-1994, les services interurbains et de longue distance cessèrent d'exister. Cependant récemment l'entreprise Trenes Especiales Argentinos a remis en route le train légendaire appelé Gran Capitán, train qui relie Buenos Aires à 
Posadas, capitale de la province de Misiones, aux confins nord-est du pays, province en forte croissance démographique. Outre cela subsistent encore quelques liaisons entre certaines  villes de la province d'Entre Ríos.
Le transport de marchandises, géré auparavant également par Ferrocarriles Argentinos, est concédé à l'entreprise brésilienne América Latina Logística ou A.L.L., qui est aussi opératrice marchandises sur le réseau du chemin de fer General San Martín. A.L.L. est accusée de démantèlement de systèmes de signalisation et de défaut de maintenance des voies, 
ce qui provoque de fréquents déraillements sur cette ligne.
Jusqu'à la décennie 1990, qui vit son quasi démantèlement, le F.C.G.U. avait ses bureaux centraux dans la ville d'Entre Ríos de Concordia, laquelle comptait deux gares et des rameaux ferroviaires qui l'unissaient aux villes de : Paraná, Concepción del Uruguay, Buenos Aires, Salto (en Uruguay), Corrientes, Posadas et Asuncion (au Paraguay).

## Secteur suburbain de Buenos Aires
Dans le secteur du grand Buenos Aires l'entreprise concessionnaire Metrovías offre des services passagers, depuis la gare terminale Estación Federico Lacroze, dans le quartier de 
Chacarita, jusqu'à la gare General Lemos, à San Miguel. 